# Silverstein

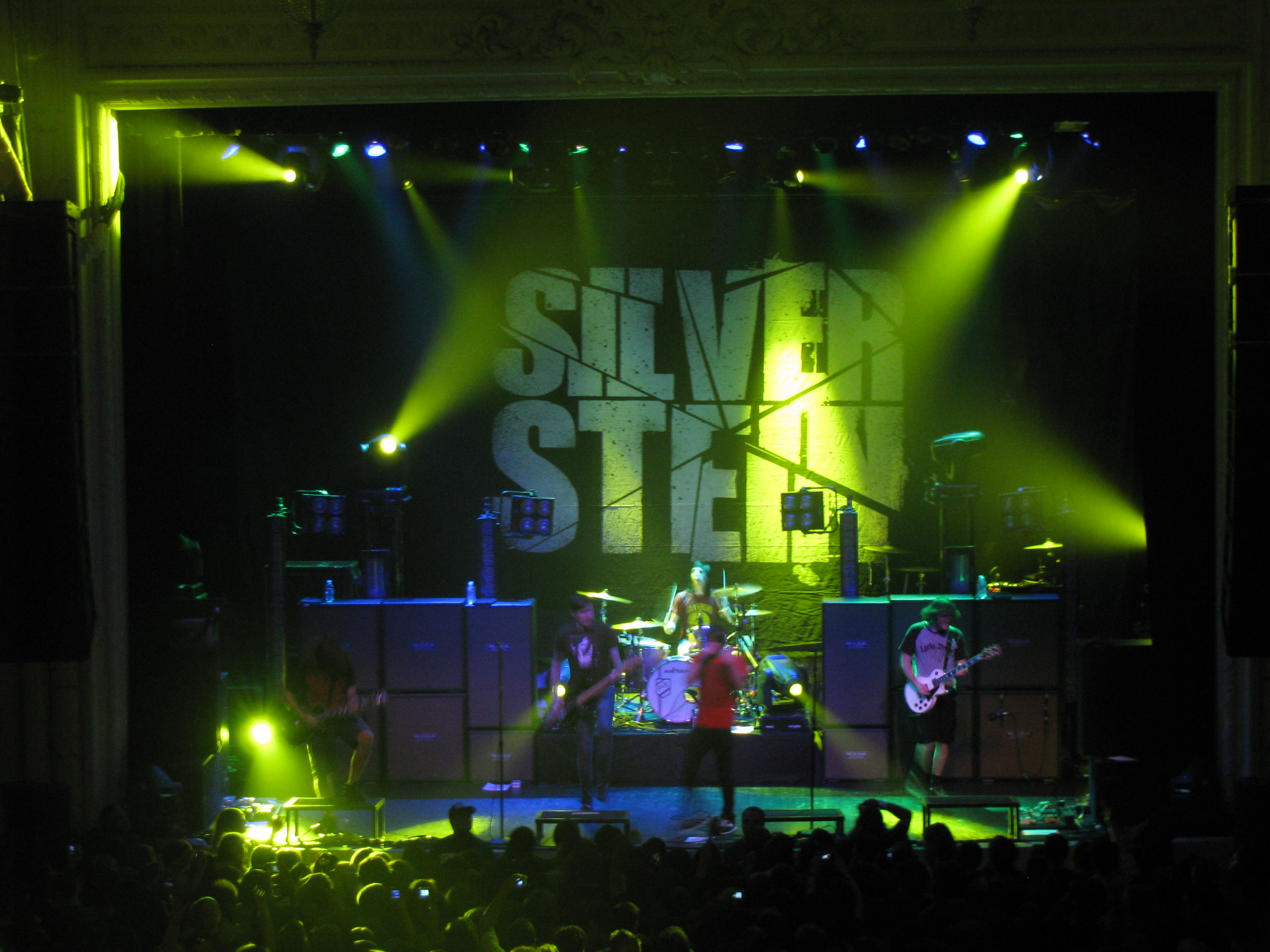
Silverstein 2008

I Silverstein (IPA: /'sɪlvərsti:n/) sono un gruppo screamo/post-hardcore formatosi nel 2000 a Burlington, Canada.

## Storia
I Silverstein si formarono il 30 aprile del 2000, su iniziativa di Josh Bradford e Richard McWalter, ai quali si aggiunse poi il cantante Shane Told. I membri originali suonavano tutti in piccole band locali come i Jerk Circus (Shane) e i Questionable Sushis (Josh e Richard), e si conoscevano per aver condiviso il palco in alcune date nei dintorni di Burlington. L'obiettivo della band era quello di suonare un genere di musica diverso da quello punk rock/ska predominante nella scena della loro città. Il batterista Paul Koehler entrò in contatto con gli altri membri rispondendo ad un messaggio che avevano inviato su internet per cercare un nuovo batterista. Inizialmente la band effettuava le prove nello scantinato della casa del chitarrista Josh Bradford, e fu proprio durante una di queste prove che fu scelto il nome del gruppo: dato che il cantante Shane Told non aveva ancora pronti dei testi per loro canzoni, usava cantare pezzi di libri o giornali che trovava nello scantinato. Un giorno capitò che cantò dei pezzi da un libro di poesie di Shel Silverstein, trovato per terra nel locale, e poco tempo dopo, quando la band dovette pensare ad un nome da assumere, allo stesso Shane venne in mente di chiamare il gruppo "Silverstein", e tutti gli altri membri furono d'accordo. Precedentemente, l'idea che andava per la maggiore era quella di chiamare la band "Dawn of the Fall" (anche titolo di una canzone all'EP When the Shadows Beam).
Nel corso di quello stesso anno, autoprodussero il loro primo EP, Summer's Stellar Gaze. Poco dopo, la band prese Billy Hamilton, uno dei fan locali che seppe della necessità della band di avere un bassista nel messaggio inviato sul sito internet "The 905 Board" (un sito dove si cercano musicisti). Nel dicembre del 2000, Hamilton si unì alla band e il cantante Shane Told lo aiutò a imparare le loro canzoni. Il 27 dicembre debuttò ufficialmente con i Silverstein. L'anno successivo il chitarrista Richard McWalter lasciò Burlington per dedicarsi agli studi di ingegneria, e i Silverstein restarono fermi per circa 4 mesi, fino a quando Richard comunicò verso Natale che avrebbe lasciato definitivamente il gruppo. È stato poi sostituito da Neil Boshart, amico d'infanzia di Shane Told. In precedenza la band aveva anche pensato come sostituto a Steve Fennell dei Wheels on the Bus. La nuova formazione registrò un secondo EP, When the Shadows Beam, ed ebbe modo di partire per il primissimo tour in Canada, assieme ai Safeway Home; alla data di Ottawa la band di apertura sono gli Arcade Fire, allora sconosciuti. Con il nuovo materiale prodotto, la band chiese al loro amico e batterista dei Grade Charlie Moniz di presentarla alla Victory Records, etichetta indipendente molto nota nel settore. La band piacque al presidente dell'etichetta Tony Brummel, che decise di mettere sotto contratto i Silverstein e volò a Toronto per ascoltarli e far loro mettere la firma su un contratto da 4 dischi. Il favore è stato successivamente ricambiato da Shane Told, che ha presentato Moniz ad alcune persone che conosceva dell'entourage di Avril Lavigne, aiutandolo così ad entrare nella sua band come bassista.

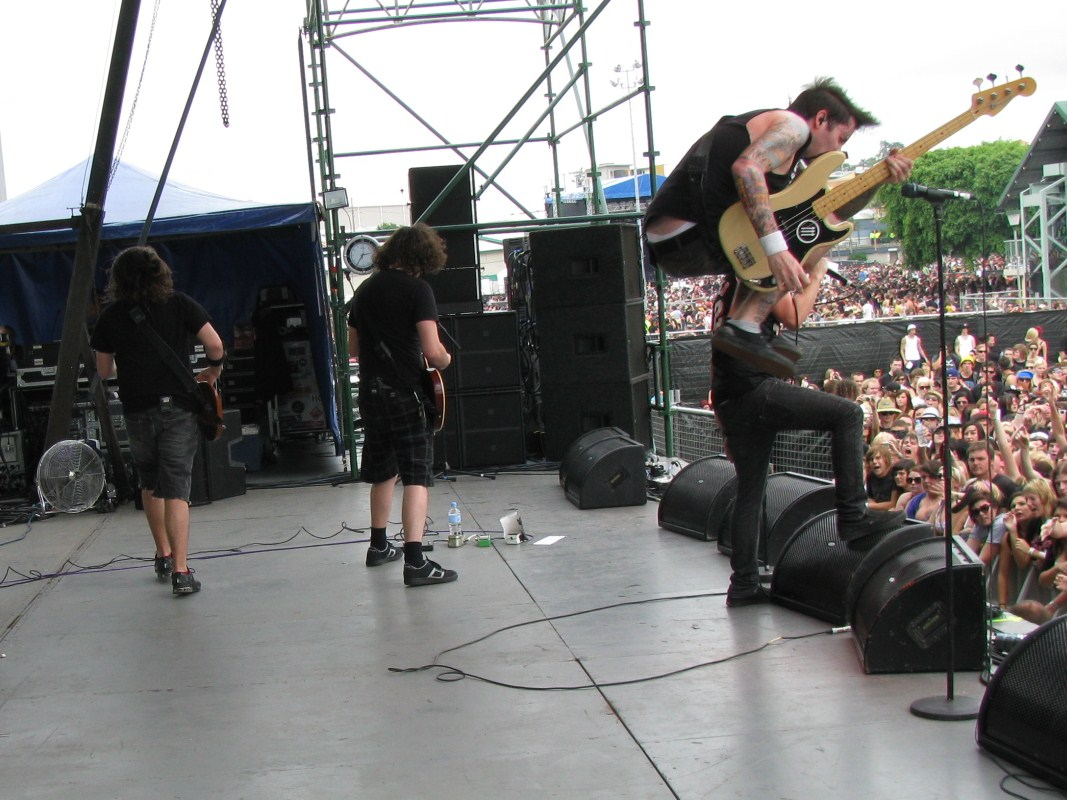
I Silverstein mentre suonano a Brisbane.

### When Broken Is Easily Fixed(2003-2004)
Il gennaio successivo la band registra il suo primo album di debutto: When Broken Is Easily Fixed, con la Victory. Circa un mese prima della pubblicazione del disco, i Silverstein partono per il loro primo tour negli Stati Uniti, organizzato da Michael Kelley, un booking agent non di professione, che porta la band in una serie di piccole cittadine (a parte la prima data a Chicago, sede della Victory). Come detto dalla band, questo tour si è rivelato molto importante per tutti i membri per capire che questo era ciò che volevano davvero fare e come sarebbe stato, ed anche il fatto di girare in piccole città può aver avuto un effetto positivo, perché ha permesso alla band di farsi notare in piccoli mercati prima di sbarcare in città più quotate dove c'era il rischio che non venissero notati per la grande presenza di altre band simili. L'album ha un ottimo esito, tanto da vendere più di 200.000 copie in tutto il mondo.
Per tutto il 2004 la band è impegnata in tour: ne fa uno con gli Spitalfield, poi ottiene in primavera il suo primo tour da headliner, con supporto di Alexisonfire, Emery e Hawthorne Heights. Tutte queste band di lì a poco sarebbero esplose anche alla radio, portando il genere alla ribalta dell'attenzione mediatica. In questo tour i Silverstein sono costretti a chiedere ospitalità sui pulmini delle altre band perché il loro si rompe dopo pochi giorni. Durante l'estate il gruppo partecipa anche al suo primo Warped Tour, dove per la prima volta viaggia su un autobus e non su un furgoncino come aveva fatto fino ad allora.
Dopo il Warped, la band va in tour come supporto ai Fall Out Boy in sostituzione degli Underoath, che nel frattempo con la pubblicazione di They're Only Chasing Safety avevano fatto troppo successo per fare da spalla. Finito il ciclo di tour, a fine anno i Silverstein tornano a comporre nuovi brani per il secondo CD. A gennaio del 2005 il gruppo si reca per la prima volta in Europa assieme agli Underoath ed ai The Hurt Process; tutte e tre le band viaggiano sullo stesso bus, col risultato che 21 persone dovevano dormire in 18 posti letto.

### Discovering the Waterfront(2005-2006)
Tra febbraio e marzo i Silverstein sono in studio con Cameron Webb per registrare il secondo album Discovering the Waterfront. Dopodiché si recano di nuovo in tour con i Fall Out Boy. In seguito la band si esibisce al Never Sleep Again Tour con band come Aiden, Hawthorne Heights e Bayside, durante il quale il batterista John "Beatz" Holohan rimane ucciso in un incidente d'auto. Nel gennaio-febbraio 2006, suonano con gli amici canadesi Simple Plan in Europa. Il 31 gennaio un concorrente del talent show American Idol, Ryan Hart, si esibisce cantando Smashed into Pieces. La band -che è in tour- viene a conoscenza di questo fatto grazie alla pioggia di mail che riceve nelle ore seguenti. Va poi in tour in Canada per il "Taste of Chaos Tour", e anche in Europa, Giappone e Australia. Partecipa inoltre al "Give It a Name Festival" a Earls Court ed alla MEN Arena in Gran Bretagna, aprendo il palco principale. La band prende parte al Warped Tour 2006, a supporto di Discovering the Waterfront e della compilation 18 Candles: The Early Years, pubblicata nel 2006 sull'onda del successo. Discovering the Waterfront è ripubblicato nel settembre 2006 con una canzone extra, la reinterpretazione di Rodeo Clown dei Lifetime, e un DVD. Sempre nel 2006, i Silverstein sono nominati per il premio "Best New Band", ma lo vincono i Bedouin Soundclash. Nell'autunno, partecipano al Never Shave Again Tour, insieme ad Aiden, It Dies Today, e He Is Legend.

### Arrivals & Departures(2007-2008)

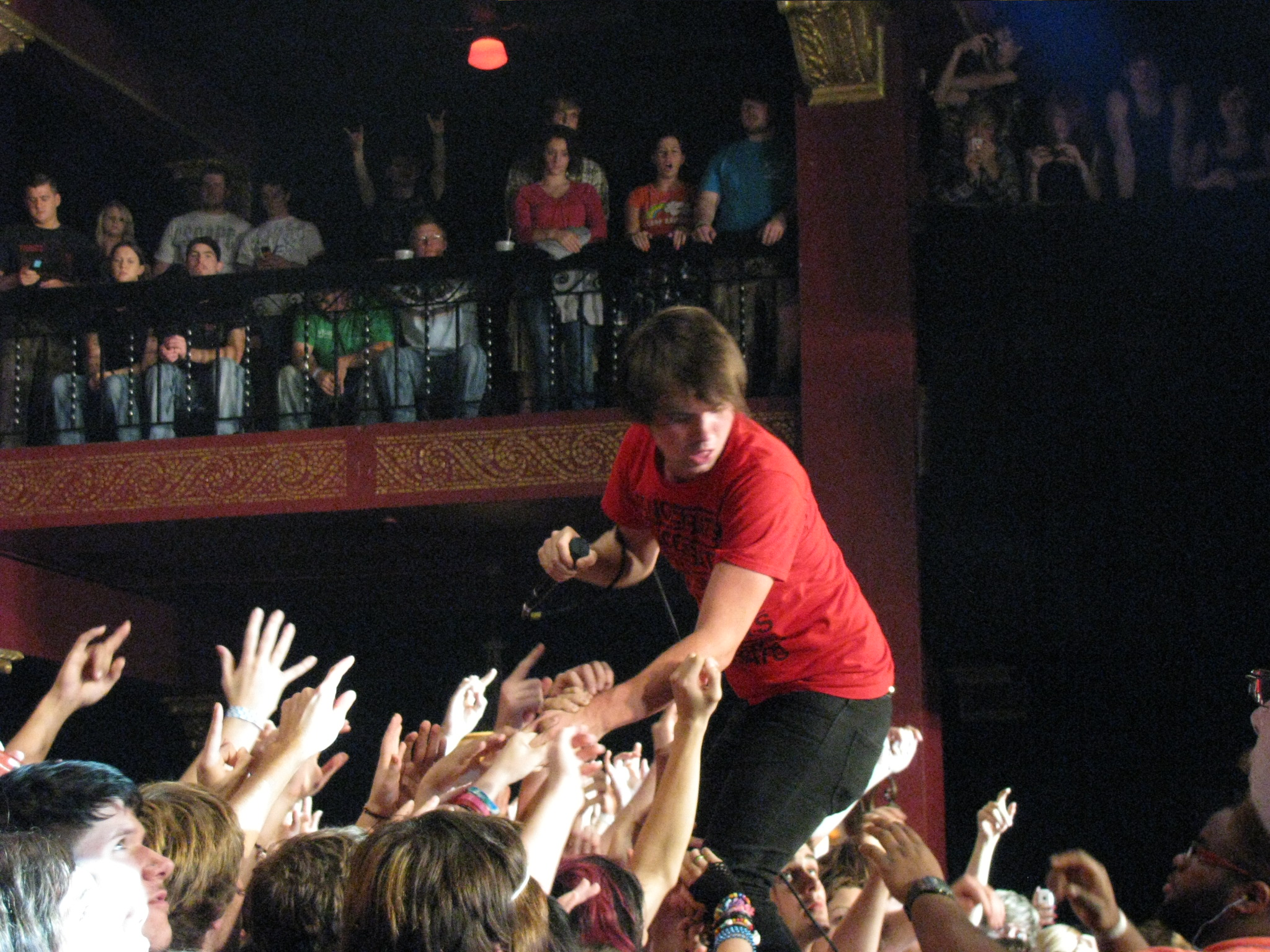
Il cantante Shane Told.

Il terzo album della band, Arrivals & Departures, è stato pubblicato il 3 luglio 2007. L'album, nonostante il grande successo del precedente lavoro, non riuscì a bissarne l'esito, e finì per vendere solamente poco più di 62.000 copie nei primi due mesi, risultando dunque un flop commerciale. Interrogato su questo fatto, il cantante Shane Told ha tentato di dare una spiegazione parlando di vari fattori che hanno negativamente influenzato l'album: secondo Told, il produttore dell'album, Mark Trombino, non era adatto a lavorare con la band, dato che imponeva le proprie scelte a dispetto di ciò che i membri del gruppo credevano fosse meglio fare; ad esempio, volle che tutte le parti in scream fossero registrate in un solo giorno e che il disco nell'insieme fosse finito il più presto possibile. Questo mise la band in condizioni di stress che non le permisero di lavorare al meglio. Inoltre l'aver registrato l'album a Los Angeles fu fonte di continue distrazioni per la band, che quindi era poco concentrata sul lavoro in studio. Told ha detto che se potesse, tornerebbe indietro e modificherebbe numerose cose riguardanti questo album. I Silverstein eseguirono una nuova versione acustica del loro brano "Red Light Pledge" per la compilation Punk Goes Acoustic 2, pubblicata l'8 maggio 2007 dalla Fearless Records.
In seguito al completamento del terzo album in studio, la band suonò qualche concerto in primavera, e fu impegnata in un tour estivo con i Rise Against. La band è poi stata in tour negli Stati Uniti nell'autunno del 2007 con i From Autumn to Ashes e poi con i Blessthefall. In seguito al tour in Australia e in Giappone nel gennaio 2008, la band suonò il suo primo tour da headliner nell'intero Canada con i Protest the Hero, The Scarlett e The Devil Wears Prada. Dopo le fatiche dei vari tour, la bene si prende un momento di pausa, prima di tornare in tour negli Stati Uniti a fine 2008 (con uno spettacolo finale a Toronto) con Chiodos, Escape the Fate e Alesana. La band suonò anche in un tour sudamericano a febbraio seguito da uno show alle Hawaii e a un festival in Australia.

### A Shipwreck in the Sand(2009-2010)
Il 14 dicembre 2008, la band annunciò sul suo profilo di MySpace che il quarto album sarebbe stato pubblicato il 31 marzo 2009. Il nome del nuovo album, A Shipwreck in the Sand, è stato annunciato il 29 gennaio 2009. Una versione demo di una canzone, Broken Stars dal nuovo CD fu pubblicata sempre su MySpace a fine 2008. Una clip di una seconda canzone, Vices, fu resa disponibile su MySpace, come avvenne poi con le canzoni Born Dead e American Dream. Il 17 marzo, la band girò un video musicale per Vices con il regista Robby Starbuck. Più tardi, il 23 marzo 2009, la band postò l'intero album in streaming sulla sua pagina MySpace. Una versione comprensiva di bonus track dell'album, con quattro cover, Help! (cover dei Beatles), Go Your Own Way (cover dei Fleetwood Mac), Three Miles Down (cover dei Saves the Day), e Total Bummer (cover dei NOFX) venne successivamente pubblicata su iTunes. I Silverstein registrarono per la compilation Punk Goes Pop 2 la reinterpretazione di Apologize, degli OneRepublic.
Dopo tre show nell'Ontario, la band intraprese un tour negli Stati Uniti con Norma Jean, Before Their Eyes e Blessthefall. Il gruppo ha poi suonato in diversi show sul continente europeo, e ha completato un tour nel Regno Unito a sostegno della band gallese The Blackout insieme a We Are The Ocean e Hollywood Undead. La band fece un piccolo tour promozionale nell'Ontario e nel Midwest (Stati Uniti), e partecipò per un breve periodo al Warped Tour, seguito dallo spettacolo ad Anchorage (in Alaska) e un cross-tour in Canada. Hanno tenuto in Europa alcuni concerti a sostegno dei Billy Talent a partire dal 16 novembre 2009.

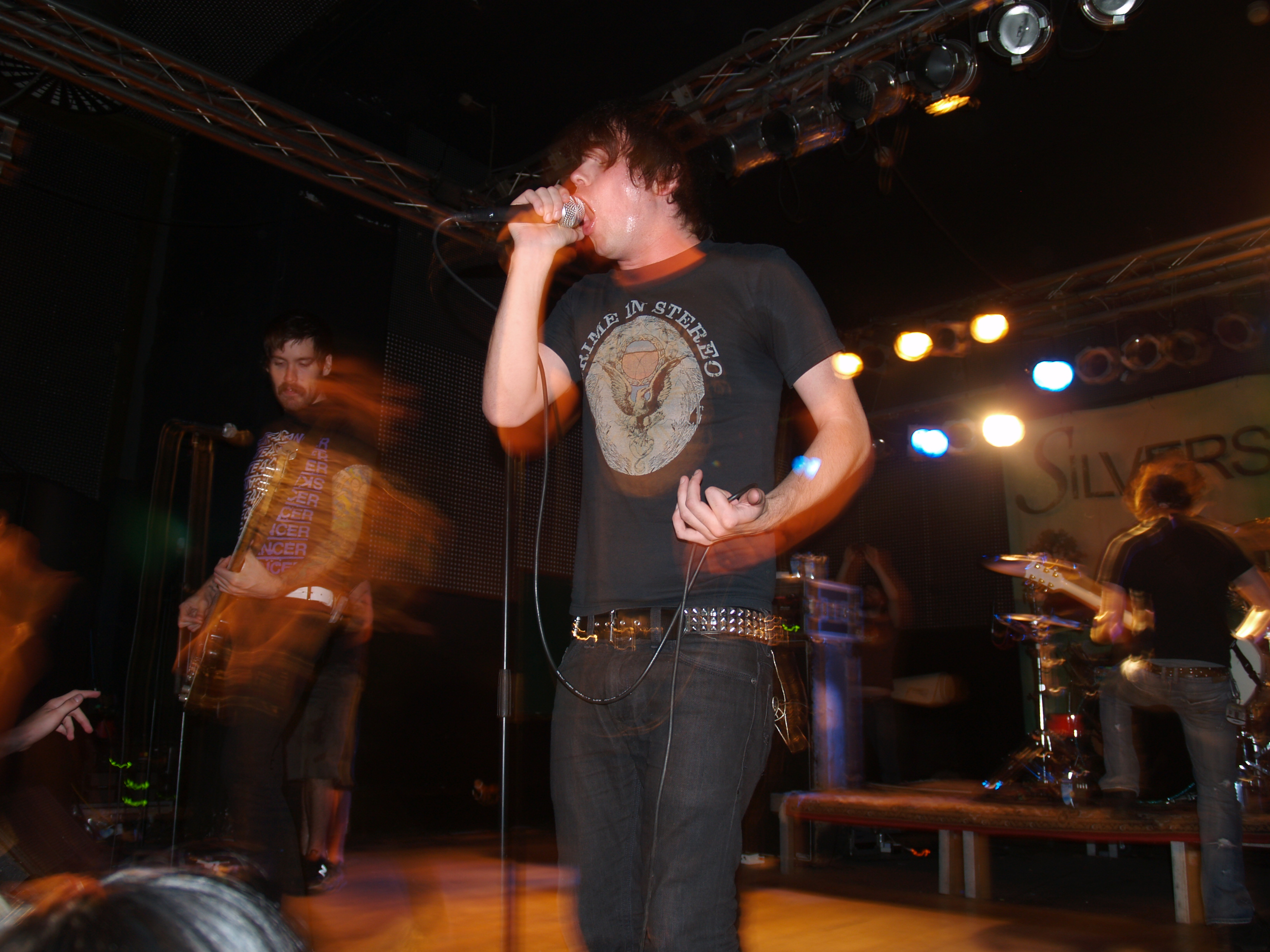
La band in concerto a Chemnitz a supporto di Shipwreck

Il 15 marzo 2010 i Silverstein annunciano che pubblicheranno in estate un CD/DVD di un live a Toronto.. Nell'aprile 2010 svelano il nome dell'album, 'Decade'.. Decade (Live at the El Mocambo) venne poi pubblicato l'8 luglio 2010.

### RescueeShort Songs(2011-2012)
Nel novembre del 2010 i Silverstein lasciano la Victory Records e firmano un contratto con la Hopeless Records per Stati Uniti, Europa e Giappone e con la Universal per il Canada. Precedentemente il cantante Shane Told aveva annunciato che la band aveva pronte 16 tracce, e che il nuovo CD sarebbe uscito ad inizio 2011.
Il 7 dicembre viene pubblicato l'EP Transitions, il quale contiene due tracce che appariranno poi nel successivo album, ovvero Sacrifice (che viene anche lanciata come singolo) e Darling Harbour, più una versione acustica di Replace You, che apparirà anch'essa nell'album.
Il titolo di quest'ultimo, che inizialmente si pensava potesse essere Set This All Ablaze, viene rivelato il 9 febbraio su Facebook e Tumblr: sarà Rescue e la data d'uscita è il 26 aprile. A febbraio, l'emittente 89X Radio aveva trasmesso in anteprima una canzone dell'album, intitolata Burning Hearts.
Il nuovo disco è descritto da Told come "un misto tra Discovering the Waterfront e A Shipwreck in the Sand", e vi appaiono come guest vocalists Anthony Raneri dei Bayside in Texas Mickey, e Brendan Murphy dei Counterparts in The Artist, che è anche il secondo singolo dell'album. La canzone era apparsa pochi giorni prima la pubblicazione dell'album nell'EP Support Your Local Record Store, in occasione del Record Store Day. I Silverstein hanno anche registrato una canzone che parla di New York, chiamata Stay Posi, con il cantante degli Yellowcard Ryan Key per la compilation Take Action! Vol. 10, e sono apparsi in Punk Goes Pop 4 con una cover di Runaway, originariamente di Kanye West, che vede la partecipazione di Camm Hunter dei Down with Webster per le parti rap. La band fa anche una comparsata, assieme ad altri gruppi, nel video per All I Want degli A Day to Remember.
A fine anno la band dovrebbe supportare i Sum 41 nel loro tour in Canada, ma il tour viene cancellato per i problemi di droga del cantante dei Sum Deryck Whibley e così i Silverstein iniziano a lavorare su un nuovo progetto: il 17 ottobre 2011 la band annuncia con un video su YouTube un nuovo CD che si intitola Short Songs e sarà composto di canzoni della durata massima di 1.30 minuti. La prima parte dell'album sarà formata da 11 canzoni scritte dalla band, mentre nella seconda parte saranno proposte 11 cover di band che hanno influenzato il gruppo, come Green Day (The Ballad of Wilhelm Fink) e NOFX (It's My Job to Keep Punk Rock Elite). L'album è uscito il 7 febbraio 2012.
Nel frattempo i Silverstein hanno svolto un tour negli USA con gli August Burns Red e poi uno europeo come headliner assieme ai We Are the Ocean tra marzo ed aprile, e successivamente hanno fatto tappa in Asia ed Oceania. Il 29 maggio viene annunciato un minitour estivo di 10 tappe in Canada e Stati Uniti in cui suoneranno per intero Short Songs più altri loro successi.

### Addio di Neil Boshart eThis Is How the Wind Shifts(2012-2014)

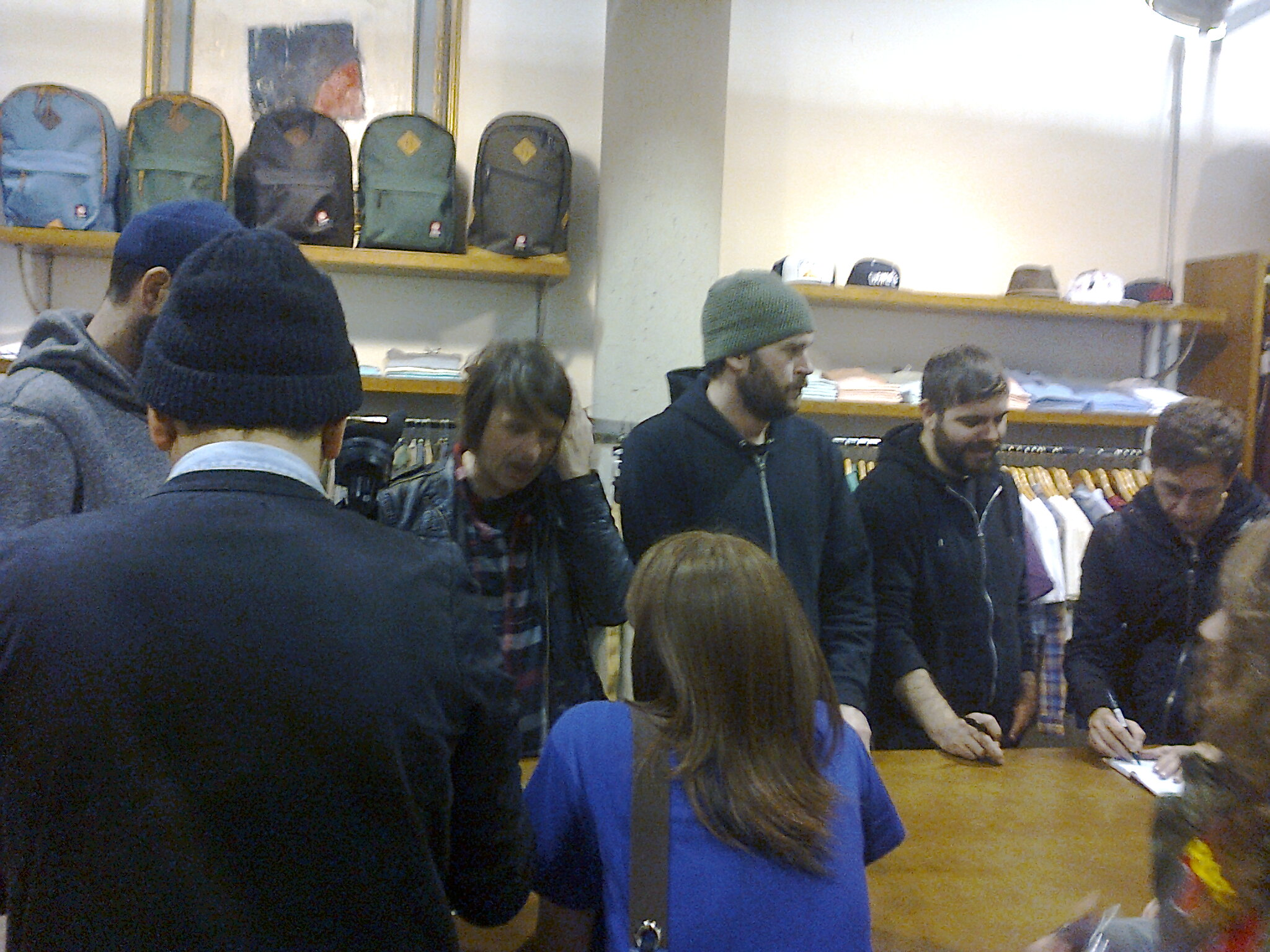
La band mentre firma autografi a Legnano

Con un post su Facebook del 4 luglio, la band annuncia di avere in programma di iniziare a lavorare su qualcosa di nuovo dopo un ultimo concerto a Toronto in agosto. Il 24 settembre, con un annuncio su Facebook, i Silverstein comunicano che il chitarrista Neil Boshart ha lasciato ufficialmente la band; già da diverse settimane la band si era esibita senza di lui negli ultimi concerti. Il suo sostituto è Paul Marc Rousseau, già membro di I Am Committing a Sin e Burst & Bloom, nonché turnista e amico della band. I Silverstein cambiano così la loro lineup dopo 12 anni. Secondo quanto dichiarato all'epoca da Shane Told, Boshart stava prendendo una direzione diversa da quella della band, sia musicalmente, sia in termini di disponibilità per gli intensi tour del gruppo, ed è per questo che il resto della band ha deciso di sostituirlo. Successivamente la band ha chiarito che le relazioni con Neil erano diventate problematiche già da diverso tempo e il cambio di formazione si era reso dunque necessario.
Il 28 settembre il produttore Jordan Valeriote (già in Rescue e Short Songs) annuncia tramite Twitter l'inizio della preproduzione per il nuovo progetto della band. Il 7 ottobre viene lanciata gratuitamente l'applicazione ufficiale dei Silverstein per smartphone: contiene accesso a canzoni, video, interviste ed altre informazioni come news e concerti della band. Un video per la canzone SOS (da Short Songs) diretto da Josh Bradford è stato presentato il 24 ottobre.
Il 26 novembre, dopo avere alcuni giorni prima annunciato novità per la data in questione, i Silverstein comunicano che il 5 febbraio 2013 uscirà il settimo album in studio, intitolato This Is How the Wind Shifts, un concept album di 14 tracce, di cui la prima, Stand Amid the Roar, viene caricata su SoundCloud per essere ascoltata da tutti i fan. Dallo stesso giorno è possibile preordinare l'album, e inoltre viene annunciato un lungo tour negli Stati Uniti e Canada dal 25 gennaio al 2 marzo (con Like Moths to Flames, Secrets, Glass Cloud e Issues), a cui si aggiungono 6 date in Europa ad aprile assieme ai Funeral for a Friend e ai The Tidal Sleep in Svizzera, Austria e Germania. Aprile vede invece la band impegnata dapprima in Russia, Ucraina e Bielorussia, e poi in Australia assieme agli Issues per altre 6 date.
Il 14 gennaio esce il primo singolo ufficiale tratto dall'album, Massachusetts, caricato in anteprima su AbsolutePunk. A marzo viene annunciato un tour per il Canada assieme ai The Wonder Years, che si svolgerà nel mese di giugno, ma soprattutto viene confermata la partecipazione della band all'intero Warped Tour 2013, dal 15 giugno al 4 agosto. Inoltre, in occasione del Record Store Day 2013, pubblicano uno split con gli August Burns Red intitolato Four Minutes Being Cool, in cui presentano una cover di Coming Clean dei The Get Up Kids. A maggio la band partecipa a un tour nel Giappone assieme a The Used e Crossfaith, mentre dicembre vede di nuovo la band in Europa (assieme a Dream on Dreamer e Palisades) per una serie di 8 concerti in Germania, più alcune tappe in Danimarca, Paesi Bassi, Svezia, Austria, Svizzera e Belgio.
Il 13 maggio viene annunciato uno show in Inghilterra per novembre; la band non si esibiva nel Regno Unito dal 2011 ed aveva più volte espresso la sua volontà di non rimettervi piede per un bel po' di tempo. In occasione dei 10 anni dalla pubblicazione dell'album d'esordio When Broken Is Easily Fixed la band riregistra il celebre primo singolo Smashed into Pieces con apparecchiature più moderne e con notevoli migliorie, soprattutto a livello vocale. La canzone è pubblicata il 20 maggio e offerta ai fan in download gratuito come ringraziamento per i 10 anni di continuo supporto. Dal 2 ottobre al 3 novembre la band suona in supporto dei We Came as Romans nel loro tour tra Stati Uniti e Canada assieme a Chunk! No, Captain Chunk!, The Color Morale e Dangerkids; in seguito fa due date da headliner a New York il 5 e 6 novembre, prima di esibirsi nelle ultime 3 date dello Scream It Like You Mean It tour in Canada (7-9 novembre).
Il 25 settembre i Silverstein annunciano che il nuovo album This Is How the Wind Shifts verrà ripubblicato il 15 ottobre con l'aggiunta di 4 nuove canzoni: due inediti scritti per l'occasioni e due versioni riarrangiate. Lo stesso giorno Revolvermag ospita l'anteprima della nuova canzone I Will Illuminate, mentre il terzo singolo dall'album, A Better Place, esce il 14 ottobre.
Il 2014 inizia per la band con un tour in Ontario e Québec toccando alcune piccole città dei due Stati, tra il 2 gennaio e l'8 febbraio (alcune di queste date sono però spostate a causa di un intervento d'urgenza cui si è dovuto sottoporre il chitarrista Paul Marc Rousseau); in seguito la band si sposta negli Stati Uniti dal 2 aprile al 15 maggio per alcune date da headliner più un tour con Blessthefall, The Amity Affliction, Secrets e Heartist. Il 10 febbraio 2014 viene pubblicato su Loudwire il video ufficiale del quarto singolo On Brave Mountains We Conquer. Nel frattempo la band continua l'attività in tour: a fine maggio i Silverstein ritornano in Messico per quattro concerti, per poi volare in Europa tra giugno e luglio, dove tra festival e date da headliner toccano Svizzera, Francia, Slovenia, Italia, Austria, Germania, Repubblica Ceca e Regno Unito.
A luglio, la band riceve la nomination come miglior band straniera alla prima edizione degli Alternative Press Music Awards, ma il premio è poi vinto dai Bring Me the Horizon.

### I Am Alive in Everything I Touch(2014-presente)
Il 9 settembre 2014 la band annuncia di aver firmato un contratto valido per la pubblicazione del successivo album in tutto il mondo con la Rise Records ed in Canada tramite la New Damage Records.

## Genere musicale
I Silverstein sono generalmente indicati come una band screamo/emo e post-hardcore, anche se per loro stessa ammissione questa identificazione potrebbe risultare fuorviante: il cantante Shane Told ha spiegato che i termini "screamo" ed "emo" originariamente identificavano un genere musicale molto affine all'hardcore punk rock con il quale i Silverstein sono cresciuti, e non aveva niente a che vedere con quello che nel mainstream ad inizio anni 2000 (con gruppi come Jimmy Eat World e The Ataris) è stato definito "emo". Di conseguenza, l'etichetta di "screamo" non risulta molto gradita alla band perché i Silverstein non suonano lo stesso genere delle band che erano originariamente definite così. Loro stessi, in ogni caso, sulle proprie pagine ufficiali, si definiscono "post-hardcore" ed "emo", probabilmente per uniformarsi alla categorizzazione nella quale vengono comunemente fatti rientrare.

## Formazione
La lineup dei Silverstein è rimasta invariata fin quasi dagli esordi per 12 anni prima dell'addio di Neil Boshart, cosa molto rara per una band con una carriera ultradecennale. Il cantante Shane Told ha provato a spiegare questo fatto dicendo che tutti e cinque i membri sono ovviamente amici, ma non "migliori amici", nel senso che raramente si incontrano al di fuori dell'ambito professionale (cosa che comunque li tiene solitamente impegnati per buona parte dell'anno), preferendo dedicarsi alla famiglia e anche ad altre amicizie. Secondo Told, questo ha permesso alla band di raggiungere negli anni un'intesa perfetta e di evitare contrasti e litigi. Nel 2012 si è avuto il primo grande cambio di lineup, con Paul Marc Rousseau che ha preso il posto di chitarrista di Neil Boshart. Dopo l'addio di Neil, la band ha peraltro intensificato le relazioni interpersonali anche al di fuori dell'ambito lavorativo (Paul Marc, Billy e Josh hanno anche vissuto nello stesso appartamento per qualche mese).

### Formazione attuale
- Shane Told – voce (2000-presente)
- Josh Bradford – chitarra ritmica (2000-presente)
- Paul Marc Rousseau – chitarra (2012-presente)
- Billy Hamilton – basso, cori (2000-presente)
- Paul Koehler – batteria, percussioni (2000-presente)

### Ex componenti
- Richard McWalter – chitarra (2000-2001)
- Neil Boshart – chitarra (2001-2012)

## Discografia

### Album in studio
- 2003 – When Broken Is Easily Fixed
- 2005 – Discovering the Waterfront
- 2007 – Arrivals & Departures
- 2009 – A Shipwreck in the Sand
- 2011 – Rescue
- 2012 – Short Songs
- 2013 – This Is How the Wind Shifts
- 2015 – I Am Alive in Everything I Touch
- 2017 – Dead Reflection
- 2020 – A Beautiful Place to Drown
- 2020 – Redux II
- 2022 - Misery Made Me
- 2025 - Antibloom
- 2025 - Pink Moon

### Raccolte
- 2006 – 18 Candles: The Early Years

### Album dal vivo
- 2010 – Decade (Live at the El Mocambo)

### EP
- 2000 – Summer's Stellar Gaze
- 2002 – When the Shadows Beam
- 2010 – Transitions
- 2011 – Support Your Local Record Store
- 2013 – Four Minutes Being Cool

### Singoli
| Anno | Titolo                          | Album di provenienza              |
| ---- | ------------------------------- | --------------------------------- |
| 2004 | Giving Up                       | When Broken Is Easily Fixed       |
| 2005 | Smashed into Pieces             | When Broken Is Easily Fixed       |
| 2005 | Bleeds No More                  | When Broken Is Easily Fixed       |
| 2006 | Smile in Your Sleep             | Discovering the Waterfront        |
| 2006 | Discovering the Waterfront      | Discovering the Waterfront        |
| 2006 | My Heroine                      | Discovering the Waterfront        |
| 2007 | If You Could See into My Soul   | Arrivals & Departures             |
| 2008 | Still Dreaming                  | Arrivals & Departures             |
| 2009 | Vices (ft. Liam Cormier)        | A Shipwreck in the Sand           |
| 2010 | American Dream                  | A Shipwreck in the Sand           |
| 2011 | Sacrifice                       | Rescue                            |
| 2011 | The Artist                      | Rescue                            |
| 2011 | Burning Hearts                  | Rescue                            |
| 2012 | Forget Your Heart               | Rescue                            |
| 2012 | Brookfield                      | Short Songs                       |
| 2012 | SOS                             | Short Songs                       |
| 2012 | Stand Amid the Roar             | This Is How the Wind Shifts       |
| 2013 | Massachusetts                   | This Is How the Wind Shifts       |
| 2013 | I Will Illuminate               | This Is How the Wind Shifts       |
| 2013 | A Better Place                  | This Is How the Wind Shifts       |
| 2014 | On Brave Mountains We Conquer   | This Is How the Wind Shifts       |
| 2015 | A Midwestern State of Emergency | I Am Alive In Every Thing I Touch |

1. 1 2 3 4 5 6 7 8 9 10  Per ammissione della band questi brani non sono considerati come veri e propri singoli ufficiali, ma sono comunque stati scelti per la realizzazione di video musicali e per la promozione degli album.

### Apparizioni in compilation
- 2003 – Giving Up (Take Action! Volume 3)
- 2005 – Smashed into Pieces (Warped Tour 2005 Tour Compilation)
- 2007 – Red Light Pledge (Punk Goes Acoustic 2)
- 2009 – Born Dead (Warped Tour 2009 Tour Compilation)
- 2009 – Apologize (Punk Goes Pop 2)
- 2011 – Runaway (Punk Goes Pop 4)
- 2011 – Stay Posi feat. Ryan Key (Take Action! Vol. 10)
- 2012 – Song to Woody (Chimes of Freedom - The Songs of Bob Dylan)
- 2013 – A Better Place (Another Hopeless Summer 2013)
- 2013 – On Brave Mountains We Conquer (Warped Tour 2013 Tour Compilation)
- 2019 – Disarm (Songs That Saved My Life Vol. 2)